# QuickTime File Format
QuickTime File Format (QTFF) est un format de fichier informatique, de type conteneur et connu par l'extension .mov. Il est utilisé nativement par le framework QuickTime.

## Description
Le format QTFF, développé par Apple en 1991 pour QuickTime, est un format de conteneur multimédia capable d’intégrer une ou plusieurs pistes, chacune dédiée à un type spécifique de données, comme l’audio, la vidéo ou les sous-titres. Chaque piste peut contenir un flux multimédia codé numériquement dans un format spécifique, ou une référence pointant vers un flux multimédia stocké dans un autre fichier. Ces pistes sont organisées selon une structure hiérarchique basée sur des éléments appelés atomes. Les atomes peuvent contenir des données multimédias, des informations d’édition ou d’autres atomes imbriqués, mais ils ne combinent pas ces rôles.
L’architecture du format .mov offre une grande flexibilité, notamment grâce à sa capacité à gérer des références abstraites pour les données multimédias. Cette séparation entre les données brutes, les décalages temporels et les listes d’édition de piste permet d’importer et de modifier les fichiers directement, sans nécessiter de duplication des données. C’est cette caractéristique qui rend le format .mov particulièrement adapté à l’édition vidéo. En comparaison, d’autres formats de conteneurs, comme le Matroska, l’Advanced Systems Format de Microsoft ou l’Ogg, nécessitent une réécriture complète des données après chaque modification.

## Codecs vidéo pris en charge
- Apple ProRess
- MPEG-1
- MPEG-2
- MPEG-4
- DNxHD
- DNxHR
- WMV
- RealVideo
- Theora
- Adobe Flash

## Codecs audio pris en charge
- MP3
- WMA
- RealAudio
- Vorbis
- AC3
- DTS
- FLAC